# 和泉妃夏

和泉 妃夏（いずみ ひな）ひらがなの「いずみひな」を芸名として使うケースもあり。旧芸名：泉沙池、1976年12月17日 - は、東京都出身の女優・実業家。株式会社Ｆａｐｑｙ代表取締役。
劇団四季研究所を経てNHK大河ドラマ『北条時宗』北条芳子役でデビュー。
山形放送YBCテレビの番組「やまがた発!旅の見聞録」で2003年4月から2005年3月の2年間に渡って小林綾子と交代で司会進行役を務めた。
旧所属　コントロールプロダクション
1級小型船舶操縦士免許
2019年　株式会社Fapqyを設立。Ｆａｐｑｙ（ファッピー）とは、「自分が生んだＨａｐｐｙがFarと広がって皆でハッピーを喜び合えるファミリーのような世界」という概念の造語。pｑと小文字で綴ることで、Ｐが向かい合わせで「私も貴方も同じ」という意味になる。
長崎県五島市ふるさと大使（2020年10月～）
一般社団法人 ハートリボン協会「ハートリボン大使」（2023年～）

## 出演

### テレビドラマ
- 日輪の翼（1999年9月2日、NHK）
- 大河ドラマ「北条時宗」（2001年、NHK） - 北条芳子 役
- 金曜時代劇「慶次郎縁側日記」（NHK） - 女中頭のお秋 役
- 土曜ワイド劇場「鉄道　捜査官6」（2005年10月1日、テレビ朝日） - 藤田聖子 役
- 未来世紀シェイクスピア（2008年、関西テレビ） - キミちゃん 役
- 金曜プレステージ「浅見光彦シリーズ35 歌枕殺人事件」（2009年10月2日、フジテレビ） - 浅見奈美 役
- 月曜ゴールデン「警視庁南平班〜七人の刑事〜2」(2010年8月23日、TBS） - 水田千里 役
- 土曜ドラマ「逃げる女」（2016年、NHK）- 路上パフォーマーの女 役　　脚本：鎌田敏夫
- BSフジ「大江戸へぇ～辞典Ⅱ」ラスト・坂本龍馬～回収されたブラックボックス～（2018年）おりょう役

### バラエティ
- テレビ朝日「全力坂」(バラエティー）(2010年）
- フジテレビ「アウト×デラックス」（2014年）「臓器女優」として紹介
- ＴＢＳ水曜日のダウンタウン（2015年）

### 映画
- カクトウ便（2008年3月29日公開）監督：植田中
- 秋深き（2008年11月8日公開）監督：池田敏春
- あるひもりのなか（2014年4月19日公開）
- 愛のレシピ〜卵ランド〜（2015年）監督：渡邉世紀
- 鶯谷奇譚 UGUISUDANI（2015年）監督：大木一史

### 舞台
- 「Call Me Dancer 3」ダンスミュージカル、シアターサンモール　（1997年）

- 「ロミオとジュリエット」ジュリエット役、スペース１０７　（1997年）

- 「キョウトキョウ」ジャニーズミュージカル、シアターアーツ1200　（1998年）

- 明治座「ねずみ小僧危機一髪」（主演・堺正章）（2004年）

- 「飛行機雲」　新宿シアターサンモール　（2004年）

- 「銀河の岸辺にて」新宮沢賢治物語、池袋シアターグリーン　（2006年）

- 「すぐに使える面接必勝法」演出：二階健　（2008年）

- 「セマセマ」おにぎりスキッパーズ　中野ザ・ポケット（2010年）

- ギィ・フォワシィシアター「動機」シアターX(カイ）　訳：利光哲夫　演出：山崎哲史　共演：泉関奈津子（劇団ＮＬＴ）（2011年）

- IDTF国際舞台芸術祭　「天上ノ愛スクリイム」一人芝居　～宮澤賢治でロミオとジュリエット～　作・演出：山崎哲史

両国シアターX　（2012年）
- 「ロミオがジュリエット！？」一人芝居　国際児童・青少年演劇フェスティバルおきなわ（キジムナーフェスタ）（2012年）

- 「ロミオがジュリエット！？2013」一人芝居　国際児童・青少年演劇フェスティバルおきなわ（キジムナーフェスタ）（2013年）

- ギィ・フォワシィ・シアター「動機ｘデモ隊+4」　演出：山崎哲史　シアターＸ（2013年）

- ハーフムーンシアターカンパニー『日常の風景』「夜」ハロルド・ピンター作、吉岩正晴演出、共演：川端槇二(劇団NLT）（2013年）
- 「クリスマスツリー少年」登米祝祭劇場（2013年）

- 「残花の響き」作・演出：大木一史　（2014年）
- 「ロミオがジュリエット？！」登米祝祭劇場（2014年）

- 演劇やろう会第６回公演「明日がある！」作・演出：畑嶺明　（中野区野方区民ホール、那覇市ぶんかテンブス館・テンブスホール）

- 「橋の上の二人」ギィ・フォワシィ作　南青山MANDALA　出演：水沢有美・和泉妃夏　（2015年）

- 佐藤重直プロデュース・語り芝居「舟饅頭の女 お千代」 主演：お千代役　脚本・演出：佐藤重直　（2015年）

- 「パシリとプッツン」　出演：小宮孝泰・和泉妃夏　原作：杉浦久幸「あなたがわかったというまで」（2018年、2019年、2020年）

- 「正太くんの青空」ISAWO BOOKSTORE× オメガ東京　作・演出:高橋いさを（2019年）
- 「海の旅人バーレスク」六行会ホール　脚本・出演（2022年）
- 演劇団周「柳橋物語」山本周五郎原作　脚本・演出：　阿部照義 主演:和泉妃夏（2023年）賞

- 演劇団周「初蕾」山本周五郎原作脚本・演出：阿部照義 主演:和泉妃夏（2016年、2018年、2024年）

- 演劇団周「おたふく」山本周五郎原作　脚本・演出：阿部照義 主演:和泉妃夏（2022年）
- ミライ座プロデュース「ＷＯＮＤＥＲＭＯＯＮ」　脚本・出演（2024年）※2024年 東京スポーツ宇宙演劇賞受

- 「山田方谷物語」 野島透原作　脚本・演出：阿部照義 方谷の妻、進役:和泉妃夏（2024年東京、岡山公演）

### 天守物語　（一人芝居）　原作：泉鏡花
- 岡山城天守閣公演（2014年4月）

- 香川県直島にて上演　ギャラリー島屋／住吉神社（2014年5月）
- 小田原城天守閣公演（2014年11月）

- 岡山城天守閣公演・「烏城灯源郷」（2014年8月）

- 宇和島城天守閣公演・宇和島伊達400年祭「宵城花灯」（2015年7月）
- 高知城大広間公演・「高知城夏のお城まつり」（2015年7月）
- 岡山城天守閣公演・「烏城灯源郷」（2015年8月）
- 会津若松城（鶴ヶ城）公演・「鶴ヶ城再建50周年記念行事」（2015年11月）
- 岡山城天守閣公演・「烏城春の和のおもてなし」（2016年4月）
- 岡山城天守閣公演・「烏城灯源郷」（2016年8月）

### 芸術祭
- 直島躑躅2012「童話な時間～詩のある写真展～」（2012年）　香川県直島　ギャラリーくらや
- アラフド・アート・アニュアル　「起き上がりコケシ」（2013年）
- 直島躑躅2014「天守物語」（2014年）香川県直島　住吉神社他
- ＳＡＷＡＲＡＲＴ「天守物語」（2014年）　千葉県佐原市ギャラリーいなえ

### ＣＭ
- アリコジャパン(2005年）

- ヨドバシカメラ(2006年）

- 株式会社メモリアルアシスト（2020年）

### ＣＤ
- 「PEACE IN A BOTTLE」東京FMラジオドラマ主題歌、国連環境計画推薦曲、国連の親善大使になる。
- 「タマちゃん」（2002年9月26日発売　Pop/up Record　-アザラシたまちゃんの歌）　ミュージックプレス・女性セブン・女性自身・神奈川新聞・東京スポーツ・スポーツ報知・ショッパーに記載・日本テレビ・TBS・テレビ朝日・フジテレビで紹介

## 受賞歴
- 「親不知ー石ころの詩」渡邊世紀監督 母親役 2019年第３回未完成映画予告大賞 女優賞 （2019年）[5]